# Chrono Resurrection
Chrono Resurrection, aussi connu sous le nom de Chrono Trigger: Resurrection, est un jeu vidéo amateur développé entre 1999 et 2004 par le groupe canadien Resurrection Games sous la direction de Nathan Lazur. Il s’agit d’un remake de plusieurs scènes du jeu vidéo de rôle Chrono Trigger développé par Square et sorti sur Super Nintendo en 1995. En raison de problèmes de droits d’auteurs, la démo n’a jamais été distribuée.
Initialement appelé CT64, le projet était censé être un remake intégral du jeu original pour la Nintendo 64, proposant de jouer selon un mode en 2D ou en 3D. Après une première interruption dans le développement en 2000, le projet est repris en 2003 et transformé en une démo d’une dizaine de scènes interactives conçues pour Windows, GameCube et Xbox. Fin 2004, quelques semaines avant la sortie annoncée, le projet est fermé à cause d'une demande de Square Enix pour infraction au droit d’auteur et de marque.
En raison de la grande popularité de Chrono Trigger et de la qualité très prometteuse du projet, il est suivi par de grand médias vidéoludiques et acquiert une certaine notoriété dans le domaine du fangame.

## Version Nintendo 64
Au départ, Nathan Lazur prévoit de créer un remake complet de Chrono Trigger pour la Nintendo 64, appelé CT64, en utilisant des outils homebrew basés sur GNU. L’intérêt pour le projet lui vient en 1999 après avoir joué à Chrono Trigger et Super Mario 64. Le remake est développé par une équipe de quatre personnes et constitue la première tentative pour Lazur de créer un titre complet.
Le jeu est censé proposer deux modes de jeu et le même système de combat que l’original. Le premier mode aurait dû proposer des graphismes 2D pré-calculés ajoutés d’effets 3D pour la magie et les attaques en combat. Certains des effets créés par Lazur reposent sur une programmation logiciels, plutôt que le hardware de la Nintendo 64. Celle-ci n’aurait pas été capable de les rendre directement. Le deuxième mode devait être en 3D intégrale et proposer un affichage en simple ou en haute définition. Il devait inclure un système de level of detail des textures en fonction de la distance de la caméra, afin d’améliorer la netteté et la performance. Ces deux modes devaient proposer une vue principalement en plongée comme le jeu original, bien que certaines variations d’angles de caméra, comme dans The Legend of Zelda: Ocarina of Time aient été envisagées pour le mode 3D. Une galerie spéciale devait permettre aux joueurs de débloquer des bonus en fonction de leur progression dans le jeu. Ces bonus devaient se présenter sous la forme de fanarts, de morceaux de musique et de mini-jeux, y compris un jeu de carte similaire au Triple Triad de Final Fantasy VIII.
Le remake devait être mis à disposition gratuitement sur Internet sous la forme d’une ROM afin d’être lu par les émulateurs de Nintendo 64. En raison de contraintes financières, la distribution de cartouches n’était pas envisageable. Le projet est interrompu à la mi-2000, seule une version test en 3D semi-correcte est alors réellement terminée. L’arrêt s’est fait en raison d’un certain nombre de facteurs, dont la perte accidentelle de données et le désir de Lazur d’améliorer ses compétences en programmation,.

## Deuxième version

### Développement
La deuxième version du projet, provisoirement appelée Chrono Trigger: Brink of Time puis Chrono Resurrection, est commencée en avril 2003. Lazur cite plusieurs raisons qui l’ont poussé à relancer le projet notamment son expérience de codage pour le VMU de la Dreamcast, son travail de programmeur chez le développeur de jeux DC Studios et son essai de Chrono Cross, la suite de Chrono Trigger sur PlayStation. Contrairement à CT64, la deuxième version doit être une courte démonstration développée sur un moteur de jeu multiplate-forme et ne contient qu’un mode de jeu en 3D intégrale. La version Windows est prévue pour une sortie gratuite sur internet tandis que les versions Xbox et GameCube doivent être réservées aux développeurs officiels ayant accès aux kits de développement de ces deux consoles.
La nouvelle équipe de développement est principalement conçue par Natan Lazur et Luis Martins. Ils ont créé dans une petite pièce de l’appartement de Lazur à Montréal leur studio de développement. L’équipe se compose de quelques développeurs, dont la plupart ont de l’expérience dans le domaine du jeu vidéo. Lazur avoue avoir commencé à sérieusement se concentrer sur la qualité de la démo seulement après que le directeur artistique, Luis Martins, a rejoint le projet. D’autres designers professionnels ont intégré l’équipe, comme Moise Breton, qui a précédemment travaillé sur des modèles 3D pour le film Matrix Reloaded, et Michel Cadieux, un animateur ayant travaillé pour Microïds. En raison des moyens restreints de l’équipe, le développement du moteur du jeu rencontre des difficultés. Lazur le conçoit intégralement et en est l’unique programmeur,.
La bande-son est réalisée par Mathew Valente, qui travaille sur le projet depuis sa version Nintendo 64. Elle est composée d’arrangements de la bande originale de Chrono Trigger écrit par Yasunori Mitsuda, Nobuo Uematsu et Noriko Matsueda. La plupart des arrangements de Valente sont créés dans le format Impulse Tracker, puis convertis en MIDI et améliorés grâce à plusieurs outils.

### Contenu du jeu
L’équipe essaye de saisir l’ambiance du jeu original en incluant des graphismes et des sons originaux améliorés. La démo doit inclure dix courtes scènes interactives tirées de Chrono Trigger,. Malgré les demandes des fans, l’équipe de développement n’a pas l’intention de créer un remake complet du jeu, cela leur étant impossible au vu de leurs ressources limitées. De plus, ils pensent que le résultat n’aurait pas pu être de la qualité des productions de Square Enix. Le scénario du jeu est légèrement modifié pour permettre aux dix scènes de bien s’enchaîner.
La démo a été conçue pour être jouée avec un groupe de personnages par défaut. D’autres personnages peuvent être débloquées en cours de partie et réutilisés par la suite afin de développer la replay value comme dans le jeu original. Faute de temps, l’équipe de développement s’attend à ce que deux des sept personnages, Robo et Ayla, ne soient inclus. Bien que l’équipe a tenté de capturer l’atmosphère du jeu original avec une mise à jour des graphismes et des sons, les artistes et les animateurs rencontrent des difficultés à reproduire les caractères des personnages, en raison des différences de style entre les sprites du jeu originel, les illustrations des livrets, et les séquences d’animation de la version PlayStation. Ils font remarquer, toutefois, qu’ils ont surmonté les problèmes en ajoutant un peu de leur propre style dans le jeu.

## Annulation et retombées médiatiques
Chrono Resurrection est à l’origine prévu pour une sortie à Noël 2004. Cependant Square Enix envoie à Resurrection Games une requête de cease and desist en raison d’une violation des droits d’auteur. Face à une menace d’action judiciaire, le projet est publiquement stoppé le 6 septembre 2004. Selon l’équipe de développement, le site internet du projet a reçu d’importantes visites du site Square Enix Japon trois mois avant la délivrance de la lettre. Ils supposaient alors qu’il s’agissait de visites d’employés et non des cadres supérieurs, et que la société voulait connaître la vision de l’équipe sur ce projet, c’est-à-dire un hommage à Chrono Trigger, plutôt qu’un véritable remake.
Les sites web 1UP.com et GameSpot ont qualifié la deuxième version du projet d’« ambitieuse » et ont salué la qualité de ses graphismes, ajoutant que le style est fidèle à celui du créateur des personnages d’origine, Akira Toriyama,. Le site Nintendo World Report a vanté la qualité des graphismes du jeu et de la musique, et a qualifié la qualité des artworks de « professionnelle, ». 1UP.com estime que la fermeture du projet est « regrettable » mais fait remarquer que Square Enix ne pouvait pas se permettre de voir émerger une « concurrence » sur un remake de Chrono Trigger. GameSpot a également exprimé sa déception face à la décision de Square Enix de stopper le remake amateur « plus abouti » de Chrono Trigger.
Plusieurs pétitions soutenues par des fans sont apparus sur Internet pour inciter Square Enix à arrêter la suspension du projet. Nathan Lazur, bien que déçu, n’a pas de rancune envers Square Enix qui veille à la protection de sa propriété intellectuelle. Il déclare qu’il « s’est senti honoré » que son projet ait été reconnu par l’entreprise. Il ajoute que, pour éviter les problèmes juridiques, les développeurs de fangames devraient présenter leurs démos bien achevées directement à l’éditeur original afin d’avoir une chance de voir leur démos incluses dans le cadre du « circuit commercial plus traditionnel ». Avant la fermeture de Chrono Resurrection, Lazur avait déclaré que son équipe n’avait pas prévu de développer d’autres remake de jeux après l’achèvement de Chrono Resurrection mais qu’il aurait souhaité développer un concept original se déroulant dans le Japon féodal.